# Exposición Internacional de Génova (1992)
La Exposición Especializada de Génova de 1992 estuvo regulada por la Oficina Internacional de Exposiciones y tuvo lugar del 15 de mayo al 15 de agosto de 1992 en Génova, Italia. El tema fue: Cristóbal Colón, el barco y la mar.

## Datos
En esta Expo participaron 54 países y fue visitada por 800.000 personas. Esta exhibición se realizó paralelamente a la Exposición Universal de Sevilla de 1992.

## Participantes
54 países asistieron al evento de manera oficial (tres extraoficialmente) e, inicialmente, se anunció que la Expo alcanzó alrededor de 1,7 millones de visitantes, de los 3,000,000 proporcionados, pero el recuento fue revisado posteriormente en solo unos 800,000 visitantes. En el otoño de 1992 se descubrió que los visitantes reales eran menos de lo que se anunció al principio, y que el Ente Colombo, que dirigió el evento, había recolectado solo 13 mil millones en comparación con los 45 mil millones previstos. Debido a las noticias falsas circuladas y la falta de éxito del evento, el alcalde Romano Merlo, quien también era presidente de Colombo, renunció y fue reemplazado por el vicealcalde Claudio Burlando.
El invitado de honor fue el Gobierno de las Bahamas, donde Cristóbal Colón desembarcó por primera vez en las Américas en la isla de Guanahani. Esculturas llamadas "Obelisco" de Alessandro Matta y "Delfín" de Bruno Elisei se exhibieron en el salón de las Bahamas, en homenaje al Colón.
| Países participantes           | Países participantes | Países participantes | Países participantes |
| Asia                           | Asia                 | Asia                 | Asia                 |
| ------------------------------ | -------------------- | -------------------- | -------------------- |
| China                          | Corea del Sur        | Israel               | Japón                |
| África                         |                      |                      |                      |
| Camerún                        | Egipto               | Marruecos            | Senegal              |
| Túnez                          |                      |                      |                      |
| Europa                         |                      |                      |                      |
| Alemania                       | Bulgaria             | CEI                  | Croacia              |
| Dinamarca                      | España               | Francia              | Grecia               |
| Hungría                        | Italia               | Orden de Malta       | Mónaco               |
| Polonia                        | Portugal             | Reino Unido          | Rumania              |
| Suiza                          | Ciudad del Vaticano  |                      |                      |
| América                        |                      |                      |                      |
| Argentina                      | Bahamas              | Bolivia              | Brasil               |
| Chile                          | Colombia             | Costa Rica           | Cuba                 |
| Dominica                       | El Salvador          | Ecuador              | Estados Unidos       |
| Guatemala                      | Haití                | Honduras             | México               |
| Nicaragua                      | Panamá               | Paraguay             | Perú                 |
| Uruguay                        | Venezuela            |                      |                      |
| Organizaciones internacionales |                      |                      |                      |
| Cruz Roja                      | IILA                 | ONU                  | Unión Europea        |